# Lo chauffeur nero
Lo chauffeur nero (Der schwarze Chauffeur) è un film muto del 1917 diretto da Joe May. Fa parte della Mia May-Serie.

## Produzione
Il film fu prodotto dalla May-Film GmbH (Berlin). Venne girato in Austria, in Carinzia.

## Distribuzione
Fu presentato in prima al Tauentzien-Palast di Berlino il 26 ottobre 1917 con il visto di censura B.41106 dell'ottobre 1917 che ne vietava la visione ai minori.